# Upadowa

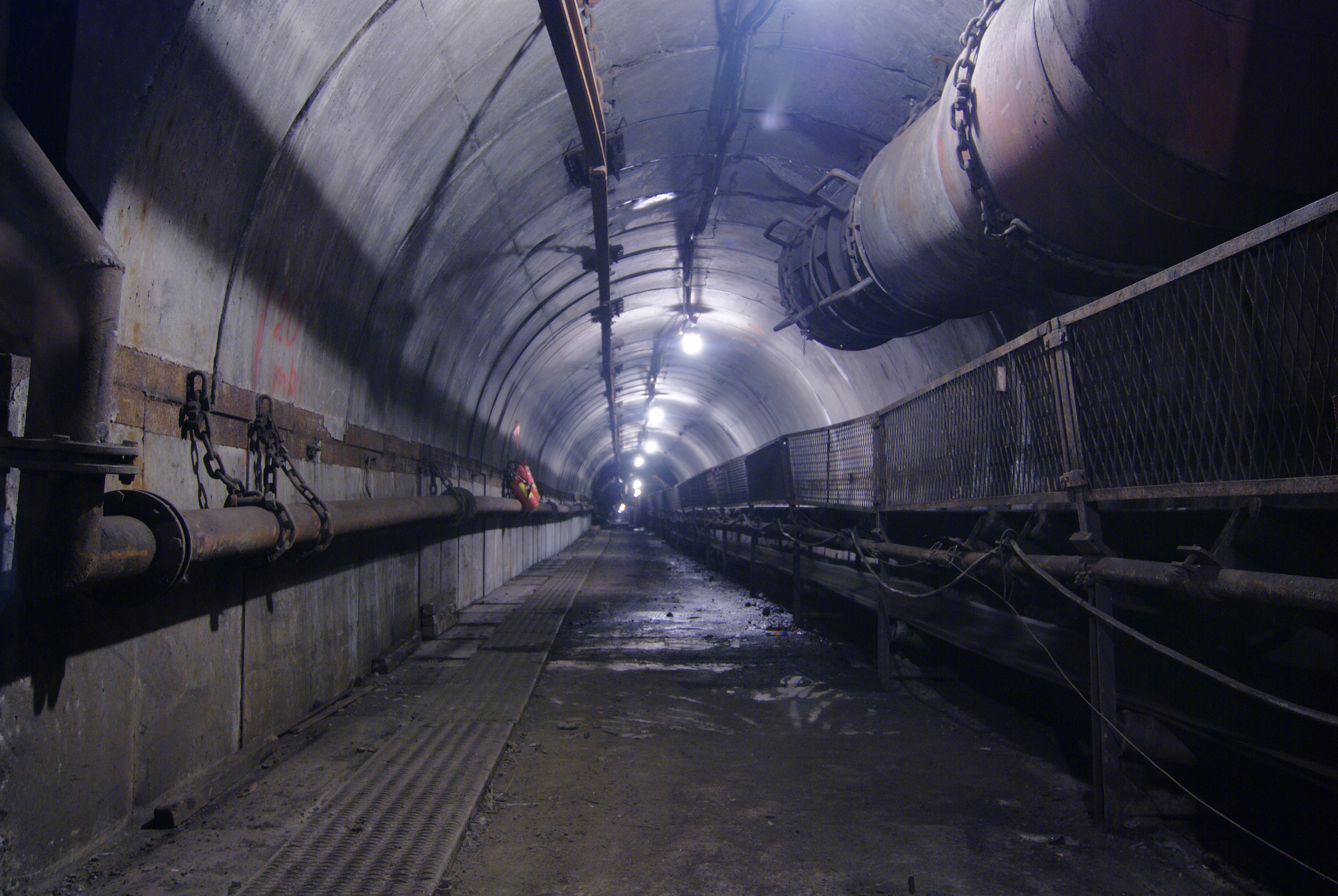
Upadowa w KWK Siltech w Zabrzu.

Upadowa (też: upadni chodnik) – wyrobisko korytarzowe  usytuowane w złożu, nachylone  do 45° w stosunku do poziomu, łączące różne poziomy zakładu górniczego (np. 2 chodniki wykonane na różnych poziomach ), drążone po upadzie (od góry do dołu), z transportem realizowanym z poziomu dolnego na górny, mogące służyć do ciągnięcia urobku .
Rodzaje:
- upadowa kamienna – upadowa wykonana w skale płonnej;
- upadowa obchodowa – upadowa przeznaczona do przechodzenia ludzi z jednego poziomu na drugi[3];
- upadowa przekątna – drążona w kierunku pośrednim między rozciągłością a nachyleniem pokładu;
- upadowa wentylacyjna – upadowa, którą płynie prąd zużytego powietrza[3];
- upadowa wychodnia – upadowa mająca ujście na powierzchni ziemi[3].